# 天主教布瓊布拉總教區
天主教布瓊布拉總教區 （拉丁語：Archidioecesis Buiumburaensis）是布隆迪一個羅馬天主教教省總教區，下轄兩個教區。是該國兩個總教區之一。
1959年6月11日設宗座代牧區。1959年11月10日升為教區。2006年11月25日升為總教區。
2006年有教友1,294,646人（佔轄區總人口76.5%）、廿六個堂區、138名司鐸。現任總主教為埃瓦里斯特‧恩戈亞戈耶。